# Élections législatives de 1967 dans la côte française des Somalis
Les élections législatives françaises de 1967 se déroulent les 5 et 12 mars 1967. Dans le territoire de la côte française des Somalis, un député est à élire dans le cadre d'une circonscription.

## Élus
| Circonscription        | Député sortant      | Parti | Parti   | Député élu ou réélu    | Parti | Parti |
| ---------------------- | ------------------- | ----- | ------- | ---------------------- | ----- | ----- |
| Circonscription unique | Moussa Ahmed Idriss |       | UNR-UDT | Abdoulkader Moussa Ali |       | UD-Ve |

## Résultats

### Résultats à l'échelle du territoire
|                | Union des démocrates pour la Ve République | 22 776 | 66,26  | 1 |  |  |
|                | Union des républicains de progrès          | 22 776 | 66,26  | 1 |  |  |
|                |                                            |        |        |   |  |  |
|                | Divers                                     | 11 600 | 33,74  | 0 |  |  |
|                |                                            |        |        |   |  |  |
| Inscrits       | Inscrits                                   | 39 989 | 100,00 | 1 |  |  |
| Abstentions    | Abstentions                                | 5 393  | 13,49  |   |  |  |
| Votants        | Votants                                    | 34 596 | 86,51  |   |  |  |
| Blancs et nuls | Blancs et nuls                             | 220    | 0,64   |   |  |  |
| Exprimés       | Exprimés                                   | 34 376 | 99,36  |   |  |  |

### Résultats par circonscription
| | Abdoulkader Moussa Ali élu | UD-Ve          | 22 776 | 66,26  |  |  |  |
| | Abaneh Idriss Farah        | Sans étiquette | 11 052 | 32,15  |  |  |  |
| | Antoine Abdoul Latif       | Sans étiquette | 277    | 0,81   |  |  |  |
| | Ali Idriss Issa            | Sans étiquette | 271    | 0,79   |  |  |  |
| | Abdi Ahmed Ibrahim         | Sans étiquette | 0      | 0      |  |  |  |
| | Ali Bogori Boemh           | Sans étiquette | 0      | 0      |  |  |  |
| |                            |                |        |        |  |  |  |
| Inscrits | Inscrits                   | Inscrits       | 39 989 | 100,00 |  |  |  |
| Abstentions | Abstentions                | Abstentions    | 5 393  | 13,49  |  |  |  |
| Votants | Votants                    | Votants        | 34 596 | 86,51  |  |  |  |
| Blancs et nuls | Blancs et nuls             | Blancs et nuls | 220    | 0,64   |  |  |  |
| Exprimés | Exprimés                   | Exprimés       | 34 376 | 99,36  |  |  |  |
| Source : France, Ministère de l'intérieur. Les Elections législatives . Métropole., la Documentation française, 1967 (lire en ligne) |                            |                |        |        |  |  |  |